# 欽冰川
欽冰川（英語：Chinn Glacier），是南極洲的冰川，位於維多利亞地的斯科特海岸，處於奧林匹斯山脈的忒修斯山南面，長1.1公里，由新西蘭地理委員會命名，現時由南極條約體系管理。